# Platylesches tina
Platylesches tina là một loài bướm ngày thuộc họ Hesperiidae. Nó được tìm thấy ở Transvaal, Zimbabwe, Malawi, và từ Tanzania tới miền nam Kenya.
Phía dưới cánh có màu xanh lá cây sáng.
Wingspan is from 25–29 mm.
Chúng bay từ tháng 9 đến tháng 10 và từ tháng 1 đến tháng 4.